# HMAS Australia (1911)
HMAS Australia — один з трьох лінійних крейсерів типу «Індіфатігебл», побудованих для захисту Британської імперії. Замовлений урядом Австралії 1909 року, корабель було спущено на воду 1911 року. Став флагманським кораблем нещодавно сформованого Королівського австралійського військового флоту у 1913 році. «Остреліа» була єдиним лінійним кораблем у історії ВМС Австралії.

## Служба корабля
На початку Першої світової війни, «Остреліа» отримала завдання знайти і знищити Східно-азійську крейсерську ескадру противника. Наявність лінійного крейсера була важливим чинником, який спонукав останню залишити Тихий океан. Оскільки крейсер залучався до підтримки захоплення німецьких колоній у Новій Гвінеї та Самоа, а також обережність Адміралтейства, призвело до втрати кораблем шансів зустрітися з німецькою ескадрою до того, як вона була знищена. «Остреліа» після того направили для участі у операціях на Північному морі, які переважно складалися з патрулювання та навчань, аж до завершення війни. Впродовж цього періоду лінійний крейсер став першим австралійським кораблем, з борту якого піднявся літак, «Сопвіч Пап». 11 членів екіпажу корабля брали участь у рейді на Зебрюгге. «Остреліа» пропустив Ютландську битву, оскільки перебувала на ремонті після зіткнення з однотипним кораблем HMS New Zealand. «Остреліа» вела вогонь по противнику лише двічі: по німецькому торговому судну у січні 1915 року, та у результаті імовірного контакту з ворожою субмариною у грудні 1917 року.
Після повернення корабля до Австралії, на борту відбувся заколот у формі відмови від виконання наказу, після того, як екіпажу було відмовлено у додатковому дні перебування у Фрімантлі. Водночас до інциденту призвели також практична відсутність звільнень на берег під час війни, проблеми з платнею та уявлення, ніби службовці Королівського флоту з вищою імовірністю отримають просування по посаді ніж австралійські.
Повоєнні скорочення бюджету призвели до того, «Остреліа» спочатку стала навчальним кораблем, а потім була виведена у резерв 1921 року. Положення щодо роззброєння Вашингтонської морської угоди визначили необхідність знищення «Остреліа» як частини зобов'язань Британської імперії. Корабель затопили за 25 кілометрів від входу у Сіднейську бухту у 1924 році.